# Leon Golub
Pour les articles homonymes, voir Golub.
Leon Golub est un peintre américain né le 23 janvier 1922 à Chicago et mort le 8 août 2004 à New York.

## Carrière
Il fait ses études en histoire de l'art à l'Art Institute of Chicago de 1940 à 1942 et de 1946 à 1950 à l'École de l'Art Institute of Chicago (ses études ont été interrompues par la guerre durant laquelle il a été mobilisé dans l'aviation sur le front européen). Il y rencontre l'artiste Nancy Spero avec qui il se marie en 1951. Sa première exposition personnelle en 1950 démontre déjà une peinture militante et engagée qui caractérisera son style durant toute sa carrière.
En 1956 et 1957, Leon Golub séjour en Italie où il découvre l'art grec, romain et étrusque. De 1959 à 1964, il séjourne à Paris où il se rapproche des peintres du courant de la nouvelle figuration, avec qui il exposera. Rejetant l'abstraction pour se rapprocher d'une vision plus critique de la condition contemporaine, il amorce une série politique sur la guerre du Viêt Nam avec sa série Napalm. Sa peinture engagée prendra souvent comme thème des scènes de guerre.
Il a vécu et travaillé à New York jusqu'à sa mort en 2004, des suites d'une longue maladie.

## Œuvres
Proche du groupe de la nouvelle figuration, il se définit comme une sorte de reporter et proteste violemment dans ses toiles contre toutes les violences et les injustices. Ses immenses toiles à message sont peintes all over et se veulent des états des lieux de la société contemporaine. Ses sujets sont en général des archétypes de victimes, de mercenaires, de policiers et de soldats. La dureté de son propos est accentuée en accumulant des couches de peinture qu'il dissout avec du dissolvant. Ainsi il fait apparaître « une image sculpturale de l'homme, ravagé et érodé... ». Il dénonce l'usage de la force et les abus que nous faisons subir à notre monde.